# 키프로스의 종교
2021년 기준 키프로스 정부 통제 지역 종교
키프로스섬 전체 종교 (북키프로스 포함), 2010년 퓨 연구센터 추정치
키프로스의 종교는 기독교의 분파인 동방 정교회가 두드러지며, 신자가 섬 전체 인구의 73%를 구성한다. 대부분의 그리스계 키프로스인들은 그리스 정교회의 독립 교회인 키프로스 정교회 소속이다. 대부분의 터키계 키프로스인들은 공식적으로는 수니파이다. 바하이교, 천주교, 유대교, 개신교 (성공회 포함), 아르메니아 사도교회, 시크교, 무종교 공동체 역시 키프로스 내 존재한다.

## 통계 자료
| 종교            | 2011년 시민권자 | 2011년 시민권자 | 2011년 전 거주자 | 2011년 전 거주자 | 2021년 전 거주자 | 2021년 전 거주자 |
| 종교            | 신자            | %               | 신자             | %                | 신자             | %                |
| --------------- | --------------- | --------------- | ---------------- | ---------------- | ---------------- | ---------------- |
| 동방 정교회     | 650,215         | 97.43           | 748,610          | 89.08            | 688,075          | 74.52%           |
| 로마 가톨릭교회 | 2,267           | 0.34            | 24,460           | 2.91             | 13,860           | 1.50%            |
| 국교회/개신교   | 1,387           | 0.21            | 16,974           | 2.02             | 9,621            | 1.04%            |
| 마론 교회       | 3,656           | 0.55            | 3,800            | 0.45             | 4,486            | 0.49%            |
| 아르메니아 교회 | 1,803           | 0.27            | 2,453            | 0.29             | 2,025            | 0.22%            |
| 이슬람교        | 2,492           | 0.37            | 15,279           | 1.82             | 19,534           | 2.12%            |
| 불교            | 73              | 0.01            | 8,453            | 1.01             | 7,868            | 0.85%            |
| 시크교          |                 |                 |                  |                  | 2,260            | 0.24%            |
| 힌두교          | 27              | <0.01           | 1,528            | 0.18             | 1,681            | 0.18%            |
| 그 외 종교      | 1,829           | 0.27            | 4,112            | 0.49             | 4,545            | 0.49%            |
| 무신론/무종교   | 1,062           | 0.16            | 5,357            | 0.64             | 9,591            | 1.04%            |
| 미공개          | 2,587           | 0.39            | 9,381            | 1.12             | 159,835          | 17.31%           |
| 총계            | 667,398         | 100.00          | 840,407          | 100.00           | 923,381          | 100.00           |

| 종교       | 신자        | %        |
| ---------- | ----------- | -------- |
| 기독교     | 810,000     | 73.2     |
| 이슬람교   | 280,000     | 25.3     |
| 종교 없음  | 10,000      | 1.2      |
| 힌두교     | 1만 명 이하 | 0.1 이하 |
| 불교       | 1만 명 이하 | 0.1 이하 |
| 유대교     | 1만 명 이하 | 0.1 이하 |
| 그 외 종교 | 1만 명 이하 | 0.1 이하 |
| 총계       | 1,100,000   | 100.00   |

## 기독교

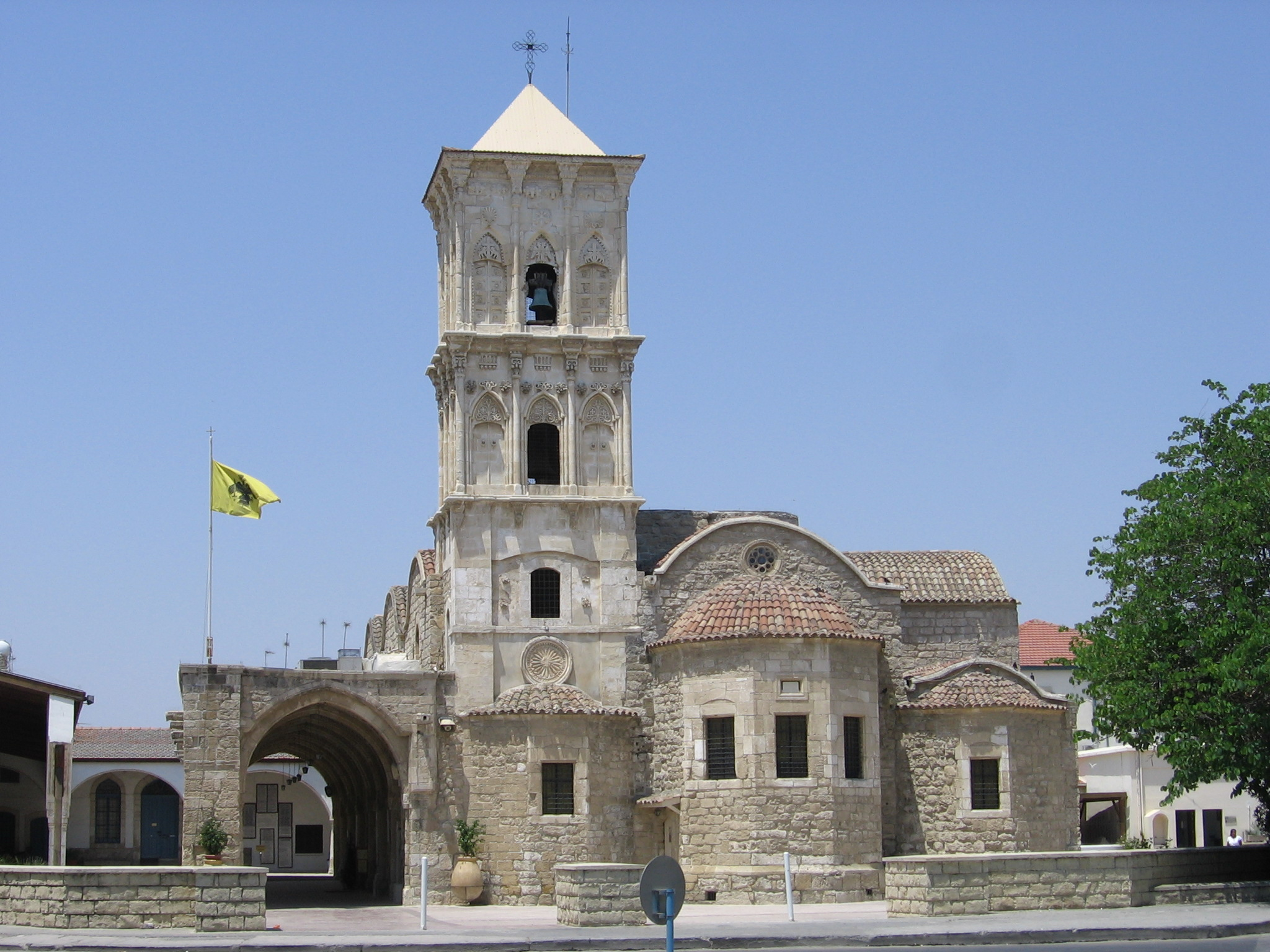
성 라자로 교회 (라르나카)

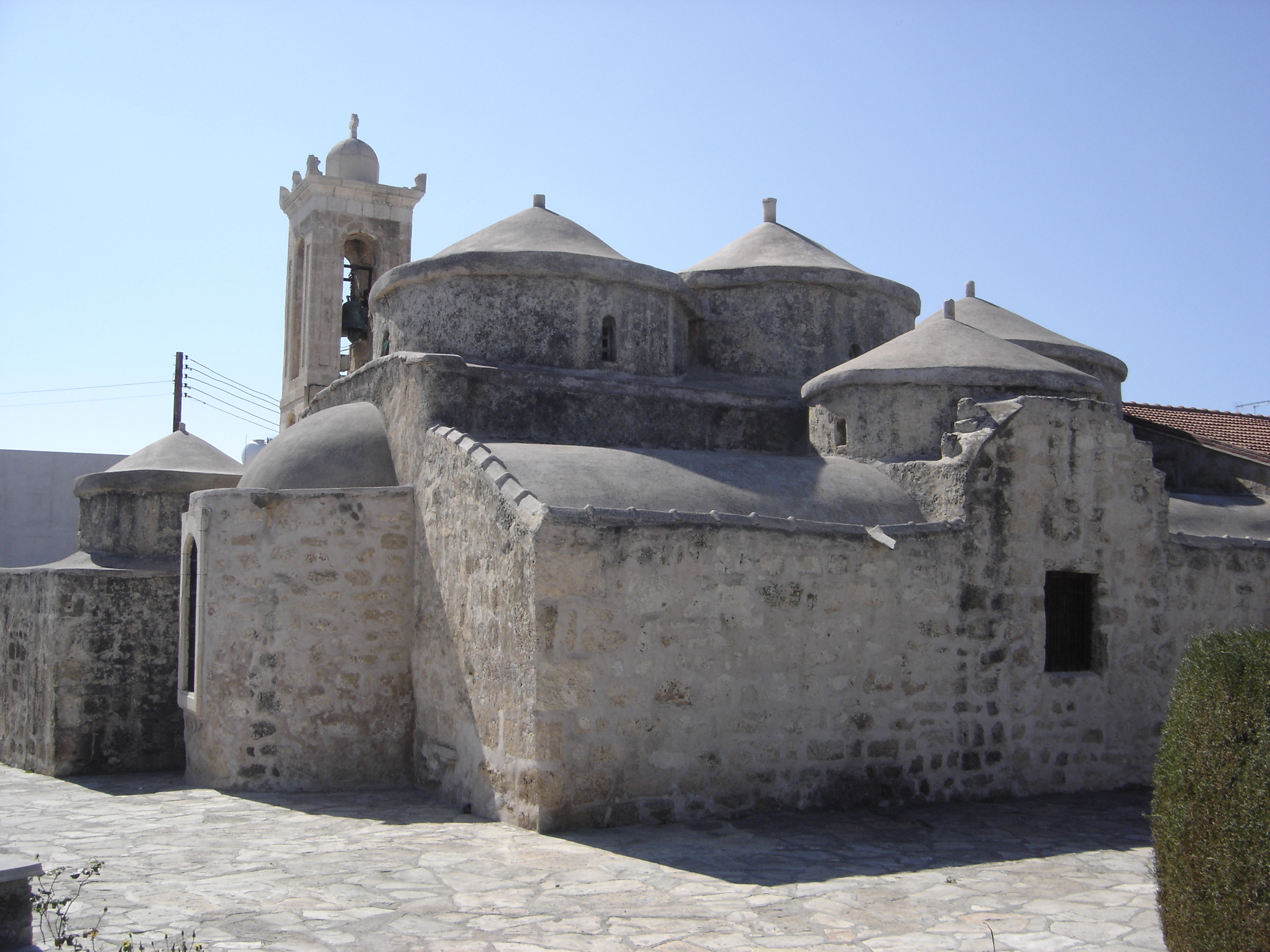
예로스키푸의 아기아 파라스케비 비잔틴 교회

### 키프로스의 그리스 정교회
키프로스 내 가장 크고 가장 중요한 교회인 키프로스 정교회는 그리스어를 전례어로 사용하는 동방 정교회 종파 내 그리스 정교회 계열의 독립 교회이다. 가장 오래된 동방 정교회의 독립 교회들 중 하나로, 서기 431년 안티오키아 총대주교구에서 독립하였다. 전승에 의하면, 키프로스 내 초대 주교들은 라자로 (성 라자로 교회 (라르나카) 참조)와 바르나바로, 바르나바는 사도행전을 통해 키프로스계 유대인으로 확인된다. 또한 사도행전은 키프로스를 박해에서 피난 온 초기 기독교인들의 행선지로 언급한다.
키프로스 교회는 콘스탄티노폴리스 세계 총대주교의 우위와 권위를 인정하고 있으면서도, 자체적인 대주교를 통해 완전한 행정적 자치권을 유지하고 있다. 일곱 개의 성사가 인정받고 있으며 유아기의 세례 성사, 이후 성유를 통한 견진성사, 보속성사, 성체성사, 혼인성사, 성품성사, 아프거나 사망에 가까울 때 하는 종부성사 또는 병자성사이다.
라자로와 바르나바의 것이라 전해지는 무덤들과 더불어 고전 기독교 건축물들의 많은 예시들이 키프로스에 존재한다. 키프로스는 신양성서의 여러 이야기들의 장소이자 일부 기적들이 행해진 장소이다.

### 키프로스의 아르메니아 교회

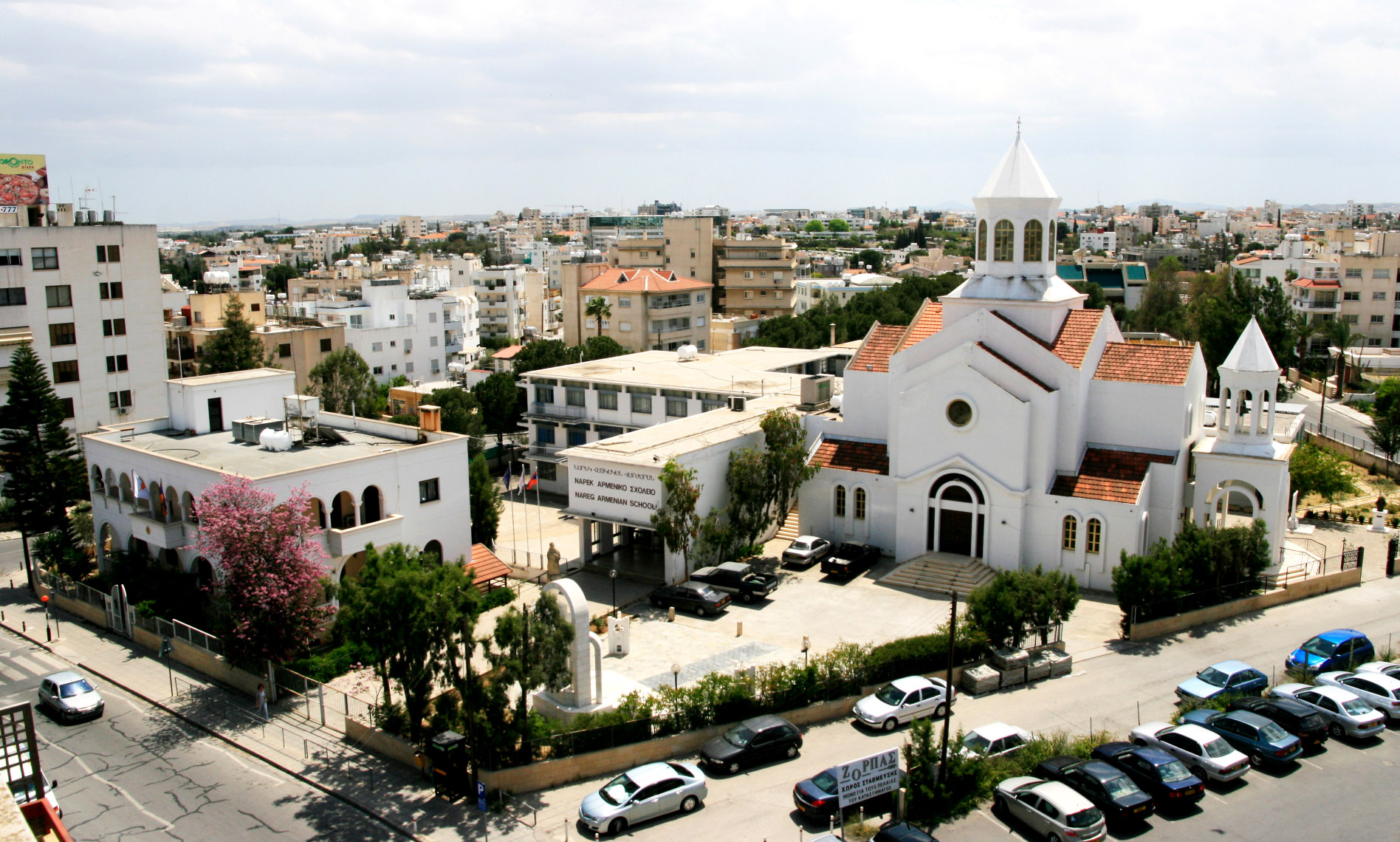
서르프 아스드바자진이 보이는, 니코시아의 아르메니아 사도교회 지역

키프로스의 아르메니아인들의 존재는 578년으로 거슬러 올라간다. 최근 아르메니아계 키프로스인들은 대략 3,500명 정도를 유지하고 있고, 주로 니코시아, 라르나카, 리마솔 등에 거주하고 있다. 현재, 일부 아르메니아 이민자들이 파포스에 정착하고 있다.
키프로스의 아르메니아 사도교회 교구는 가톨리코스 카치그 1세가 973년에 설립을 한 이래로 지속적인 모습을 보이고 있다.

### 로마 가톨릭교회

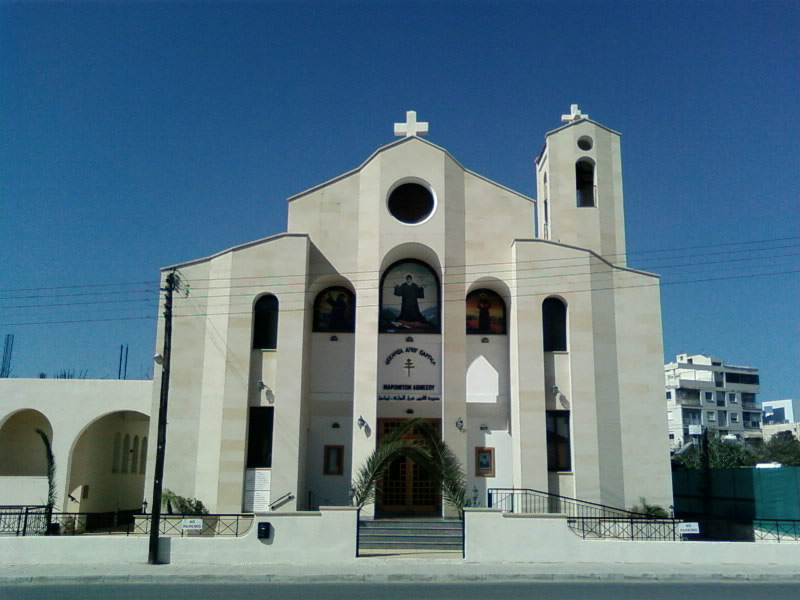
리마솔의 성 샤르벨 마론 가톨릭교회

키프로스의 로마 가톨릭교회는 로마 교황의 영적 지도 하에 있는 전세계 가톨릭 교회의 일부이다. 2011년 인구 조사에 따르면, 가톨릭교도들은 전체 인구의 2.9%를 이루고 있다. 키프로스 내 소수 종교 단체인 가톨릭교도들은 마론파 (동방 가톨릭교회 중 하나의 신자)들이다. 1891년 인구 조사 당시 파악된 키프로스인 209,286명 중에 1,131명이 마론파이었다.

### 개신교
2011년 인구 조사에 따르면, 개신교들이 키프로스 정부가 통제하는 지역 인구의 2%를 차지한다.
잉글랜드 국교회는 1878년 영국령 키프로스의 출현 때부터 키프로스에서 존재가 성립되었으며, 초기에는 지브롤터 교구에 속했다. 1976년, 국교회의 키프로스 지역은 키프로스 및 걸프만 교구 내 키프로스 총사제의 관구가 되었다. 2024년 기준, Ven Christopher Futcher가 총사제로서 관리하고 있다.
북키프로스는 터키계 키프로스 소수 종교 집단의 거처로 터키어 화자 개신교 연합회 (the Turkish-Speaking Protestant Association, TPSA)는 신자가 1,000명일 것으로 추측한다. TPSA에 따르면, 개신교도들은 북키프로스 경찰들의 지속적인 감시 하에 있다고 한다.

## 이슬람교

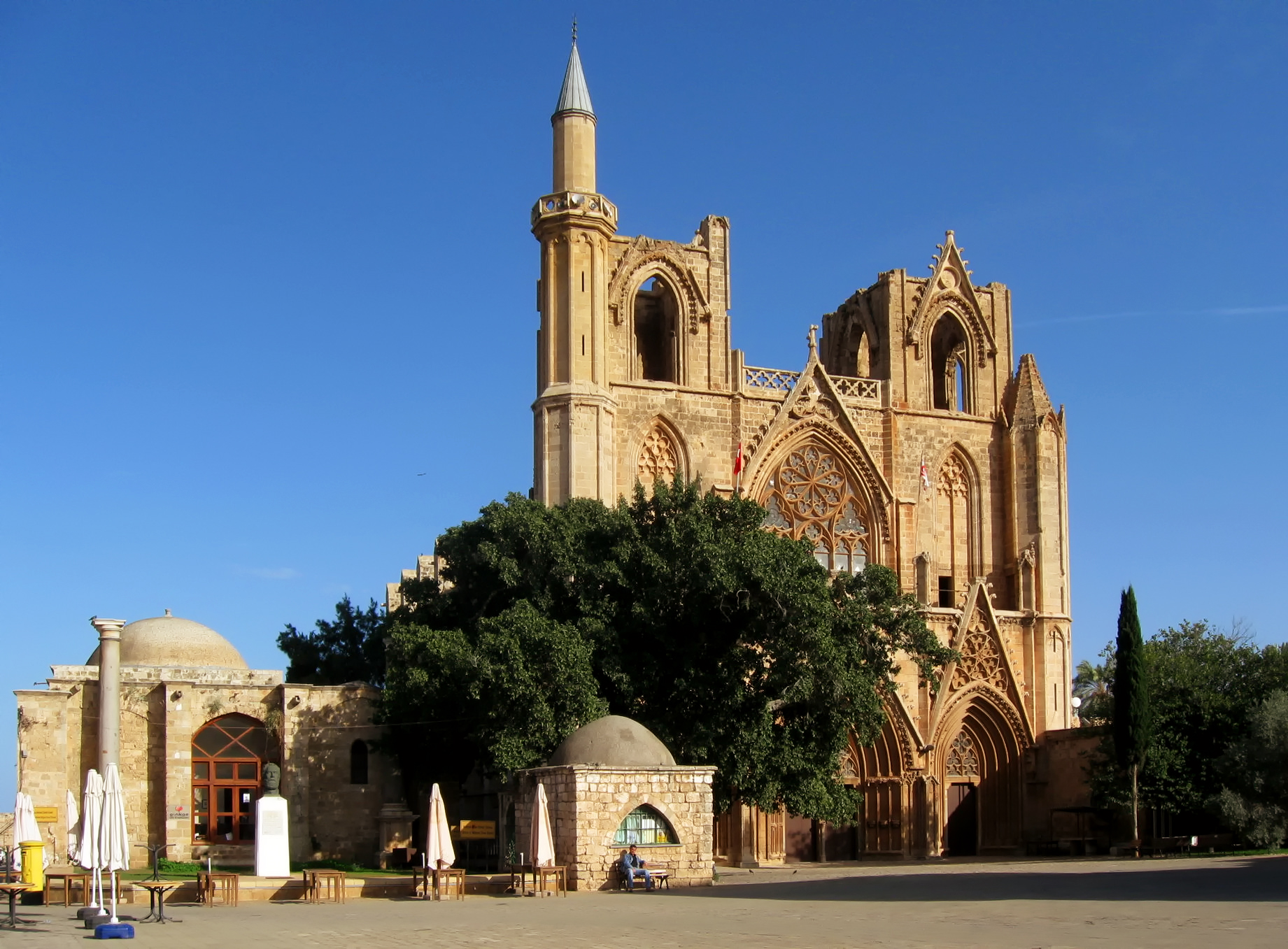
파마구스타의 랄라 무스타파 파샤 모스크

무슬림들은 키프로스 정부 통제 지역의 인구 약 1.8%를 이루고 전체 섬의 인구 25% 가량에 해당한다. 키프로스섬은 1570년 랄라 카라 무스타파 파샤 장군에 의해 베네치아인들로부터 빼앗으며 오스만 제국에 정복되었다. 그때부터 1878년까지, 본토의 투르크인들이 키프로스에 군인 및 관리로서 키프로스에 건너 왔다. 터키계 키프로스인들은 주로 수니파이다.
수피교 역시 중요한 역할을 하고 있다. 과거에 무슬림들은 키프로스섬 전역에 퍼져 있었으나, 1974년 터키의 키프로스 침공 이래로 주로 섬 북쪽에 거주하고 있다. 북쪽에는 아흐마디야 공동체 역시도 존재한다.
일부 중요한 이슬람 성소 및 랜드마크들이 섬에 존재하며 다음과 같다:
- 니코시아의 아라바흐메트 모스크 (16세기 건설)
- 라르나카의 할라 술탄 테케/움 하람 모스크 (18세기 건설)

## 시크교
2021년 키프로스에 시크교도가 전체 인구의 1.1%에 해당하는 13,280명이 있었다.

## 힌두교
2015년 키프로스에 힌두교도가 전체 인구의 0.4%에 해당하는 4,640명이 있었다.

## 불교
2011년 인구 조사에 따르면, 불교도는 전체 인구의 약 1%를 이뤘다. 이들 중 거의 대부분이 키프로스 시민권이 없었다.

## 유대교

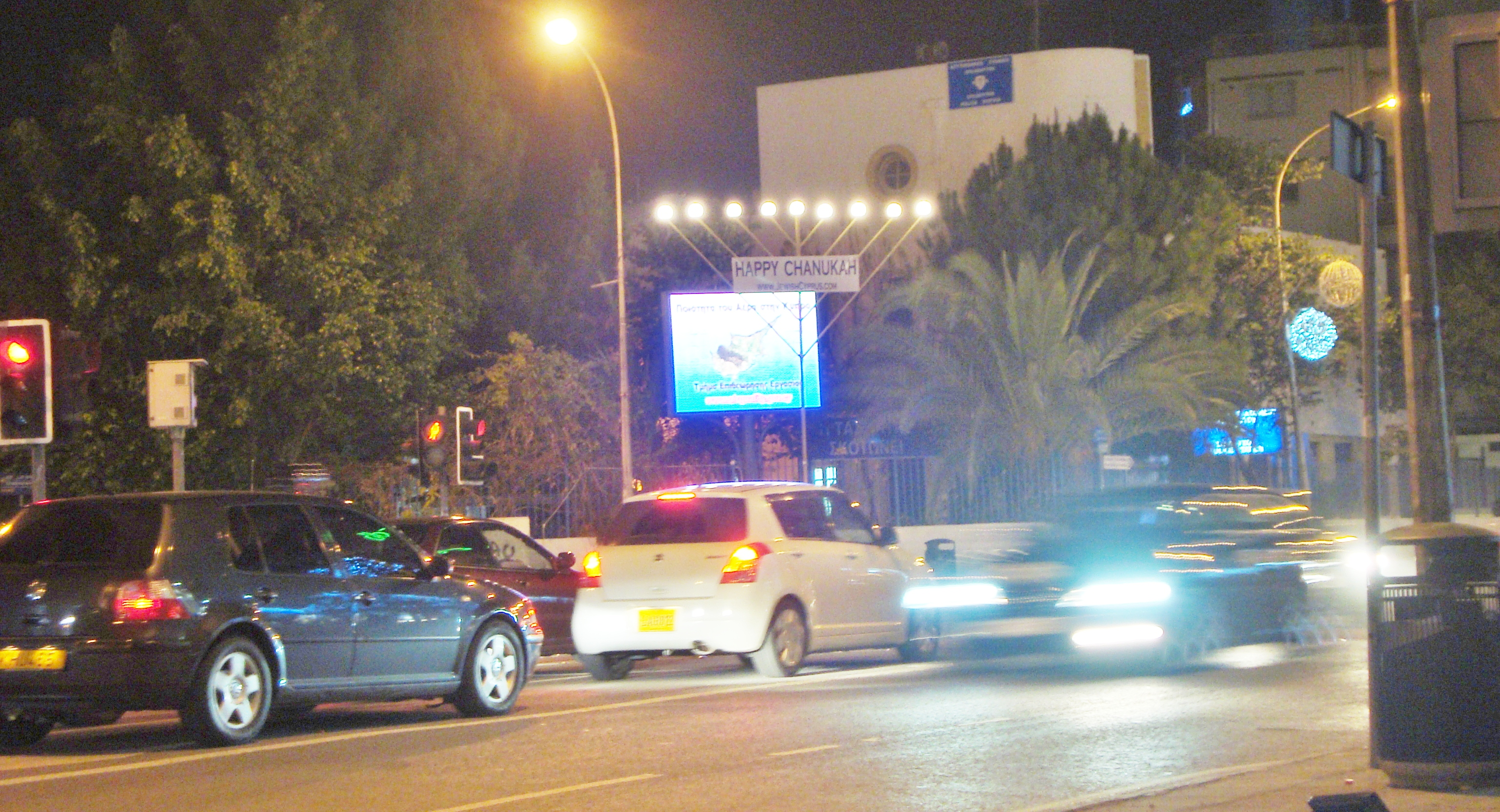
니코시아의 공공 메노라

키프로스 내 유대인들의 존재는 기원전 3세기로 거슬러 올라가며, 정착한 뒤에는 다른 종교 집단들과 교역을 해왔다. 2022년, 키프로스에 대략 유대인 6,000명이 있었고, 이들은 영주 거주자이거나 시민권자이었다. 라르나카, 리마솔, 니코시아, 파포스, 아이아나파 등 랍비 등이 할당된 운영 중인 시나고그가 존재한다. 모든 종교 문제들은 아리예 제에브 라스킨이 이끄는 키프로스 랍비청에 맡겨지고 있다.
키레니아 시나고그 (Kyrenia Synagouge, 터키어: 'Girne Sinagogu')는 2008년 이래로 운영되고 있고 차바드에 속한다. 이 시나고그는 차바드 하우스로서 역할을 하며 이곳의 랍비는 Chaim Hillel Azimov이다. 2023년 Azimov는 하마스-이스라엘 전쟁 이후 반유대주의 공격에 대한 우려로 북키프로스를 떠났다.

## 무신론과 무종교
2011년 추정치에 따르면, 키프로스 정부가 통제 중인 지역에서, 전체 인구의 0.6%가 스스로를 무종교인이거나 무신론자라로 여긴다고 하였다. 2018년에, 키프로스 인권 단체 (the Cyprus Humanist Association)는 공식 홈페이지를 통해 반무신론주의자들에 대한 교육 자료를 홍보하는 등 키프로스 정부의 교육부의 무신론자에 대한 차별을 고발하였다. 제37차 유엔 인권 이사회에서, 인터네셔널 휴머니스트 유니언은 키프로스를 무신론주의자와 인본주의자들에 대한 증오를 부추기는 혐의 국가 목록에 등재시켰다.
터키계 키프로스인의 얼마나 많은 이들이 무신론자인지는 알려져 있지 않으며 그들이 북키프로스에서 어떻게 다뤄지고 있는지도 알려져 있지 않다.

## 종교의 자유
2023년, 키프로스는 미국 정부의 산하 기관인 프리덤 하우스로부터 종교의 자유에 있어 4점 만점에 4점을 기록했었다.

## 같이 보기
- 북키프로스의 종교